# Felelős műszaki vezető
A felelős műszaki vezető (röviden FMV) magyarországi építőipari minőségfenntartó, minőségbiztosító szakember (természetes személy), melynek jogköreit az építési törvény (Étv.) és az FMV szakmagyakorlását szabályozó kormányrendelet szabályozzák. Célja és rendeltetése, hogy a hivatalos építési engedélyeknek, építési jogszabályoknak és szabványoknak megfelelő kivitelezés valósuljon meg. Építési tevékenységek végzése során alkalmazása kötelező, a kivitelező köteles felfogadni és alkalmazni az építési folyamat koordinálására. Alkalmazottját köteles bejelenteni az építési hatóságnál az építési folyamat megkezdése előtt, a használatbavételi eljárás, a műszaki átadás-átvételi eljárás az FMV nyilatkozatával kezdhető meg. Hatásköre nem egyezik meg az építési műszaki ellenőrével, akit a megrendelő/beruházó alkalmaz.
Az építés szempontjából területileg illetékes megyei kamarától kizárólagos engedéllyel kérhető eseti felelős műszaki vezetői jogosultság, melynek időbeni hatálya korlátozott (évente egy/fő), kérésre meghosszabbítható. Kiadási feltételei enyhébbek a rendes FMV-étől, saját maga vagy hozzátartozója számára FMV feladatkört elláthat névjegyzékbe vételi kötelezettség nélkül. Ezt a 266/2013. (VII. 11.) Korm. rendelet szabályozza.
Üzletszerű gazdasági tevékenységként csak az folytathat építési kivitelezési tevékenységet, aki többek között az adott szakirányban jogosult FMV-t alkalmaz az építési beruházás során. Csak abban az esetben folytatható építési kivitelezési tevékenység, ha az alkalmazott FMV közvetlen utasítási jogokkal rendelkezik az építést végzők felé. FMV alkalmazása nem kötelező, ha építésügyi hatósági engedély meglétéhez nem kötött, kormányrendeletben meghatározott építési kivitelezési munkát szakirányú szakember irányítja.
A felelős műszaki vezető felel
a) az építményfajtának, építési tevékenységnek megfelelő jogosultságának meglétéért,
b) a szakmunka irányításáért,
c) az építmény, építményrész jogerős és végrehajtható építési engedélynek és a hozzá tartozó jóváhagyott engedélyezési terveknek, illetve a jogszabályban meghatározott kivitelezési terveknek megfelelő megvalósításáért, továbbá
d) az építési tevékenységre vonatkozó szakmai, minőségi és biztonsági előírások megtartásáért és
e) a munkálatok végzésének szakszerűségéért.
Az elvégzett kivitelezési feladatokról az FMV-nek írásbeli nyilatkozatokat kell tennie, melyek az építési napló részét kell képezzék. Az építőipari kivitelezési tevékenységre vonatkozó jogszabályok megsértése, megszegése esetén az FMV-vel szemben kormányrendeletben meghatározott jogkövetkezményeket kell alkalmazni.
FMV feladatok elvégzésére (a 2000-es évektől) csak szakvizsgát végzett, kamarai névjegyzékbe felvett, közép- vagy felsőfokú szakirányú végzettséggel és igazolható szakmai gyakorlattal rendelkező szakemberek jogosultak. A szakmai névjegyzékeket szakiránytól függően a Magyar Építész Kamara és a Magyar Mérnök Kamara vezeti és tartja karban, a jogosultságot 5 évre adja, kérés, vagy érvényességiidő-lejárás esetén ismételten 5 évre meghosszabbítja. A névjegyzéki nyilvántartásért a kamarák igazgatási szolgáltatási díjat kérnek el a 46/2000. (VII. 21.) FVM rendelet értelmében.